# Транспорт Праги
Прага — вузловий транспортний центр Чехії. Має зручну мережу громадського міського транспорту, міжміське і міжнародне сполучення здійснюється залізницею, автомобільним і повітряним транспортом.

## Громадський транспорт
Головною транспортною організацією в галузі внутрішньоміських перевезеннь пасажирів у місті є «Транспортне підприємство столичного міста Праги» (чеськ. «Dopravní podnik hl. m. Prahy, a. s.»). Загалом воно перевозить понад мільярд пасажирів на рік. Для перевезень служить система метро, трамваїв, тролейбусів та автобусів.

### Проїзд в громадському транспорті
Подорож міським транспортом можлива лише при наявності проїзного квитка. Пасажири повинні придбати його перед посадкою до транспорту чи перед входом в метро на будь-якій станції, в Інформаційному центрі Dopravni podnik, в готелі, в бюро подорожей, в універмагах і т. ін. Він є дійсним, якщо прокомпастований. Квитки в один кінець можна також купити в автоматах, розташованих на станціях метро або на зупинках громадського транспорту.
Наявність квитка може бути перевірена контролерами Dopravni podnik протягом всієї поїздки в наземному транспорті або в метро. Контролер має право вимагати дійсний квиток, конфісковувати недійсні квитки і стягувати штраф при безквитковому проїзді.

#### Безкоштовний проїзд
Безкоштовно можна проїхати:
- дітям до 6 років;
- громадянам Чехії, cтаршим 70 років, а також іноземцям, старшим 70 років, що мають вид на проживання;
- інвалідам в інвалідному кріслі з поводирем і собакою.

Чи провести багаж:
- дитячі візочки з немовлятами;
- тварин у закритих коробках;
- багаж, що не перевищує розмірів 25 x 45 x 70 см;
- туби завдовжки до 150 см і до 20 см в діаметрі;
- одну пару лиж;
- велосипед (в метро тільки в непіковий час).

### Метро

Схема Празького метрополітену. Травень 2008

Празький метрополітен — єдиний метрополітен Чехії, один з основних засобів транспорту в Празі і є сьомим за річним пасажиропотоком з метрополітенів Європи.
Ліній метро три, позначаються А — зелена, В — жовта, С — червона:
- Лінія «А» — Депо Гостіварж — Дейвіцка  (довжина — 10,1 км; час в дорозі — 20 хв);
- Лінія «В» — Чорний міст (Черні мост) — Злічін (довжина — 20 км; час в дорозі — 41 хв);
- Лінія «С» — Летняні — Гає  (довжина — 14,2 км; час в дорозі — 25 хв).

Час роботи: щодня від 04:30 до 00:15 годин
 
Часовий інтервал між електропоїздами в час пік 2-3 хвилини, ввечері 4-10 хвилин.

Загальна кількість станцій — 54, з них 3 з можливістю переходу між лініями. Пересадки здійснюються на станціях Музеум (лінії «А» і «С»), Мустек (лінії «А» і «В») і Флоренц (лінії «В» і «С»)

### Трамваї

Схема Празького трамваю. Жовтень 2008

Празький трамвай — найбільша трамвайна мережа в Чехії, що складається з 141 кілометра шляхів, 951 трамвайного вагону і 35 ліній. Система обслуговує більше 340 мільйонів пасажирів на рік. Перша лінія кінного трамвая була відкрита в 1875 році, перший електричний трамвай пішов у 1891 році.
В місті працює:
- від 04:30 до 00:20 — 26 ліній (№№ 1—26). Часовий інтервал між трамваями: в робочі дні в середньому 7-8 хвилин, близько полудня 10-15 хвилин, у суботу та неділю 8 — 20 хвилин;
- від 00:30 до 04:50 — 9 ліній (№№ 91—99). Часовий інтервал між нічними трамваями 30-40 хвилин. Центральна зупинка з можливістю переходу на інші лінії нічних трамваїв — Lazarská.

Розклад руху трамваїв знаходиться на кожній зупинці.
Трамвай № 41 (або № 42)  «Ностальгічний» — це старовинний трамвай, який ходить вихідними і святковими днями з кінця березня до середини листопада. Він відходить від Возовна Стржешовіце (Vozovna Střešovice) кожної години з 12:00 до 18:00 і проходить центром міста.

### Тролейбуси
Існуюча з 28 серпня 1936 році тролейбусна мережа у Празі  1972 року була ліквідована. Знову відкрита в 2017 році.  Використовуються тролейбуси ходять з автономним ходом, бо не скрізь є контактна мережа.
Зараз діє маршрут № 58 (Palmovka - Miškovice/Čakovice), він проходить по вулицях: Ronkova, Na žertvah, Spojovací, Prosecká, Listova та маршрут № 59 (Nádraží Veleslavín – Letiště Václava Havla).
Мережа планується поступово розширювати, замінивши електротранспортом частину автобусних маршрутів.

### Автобуси

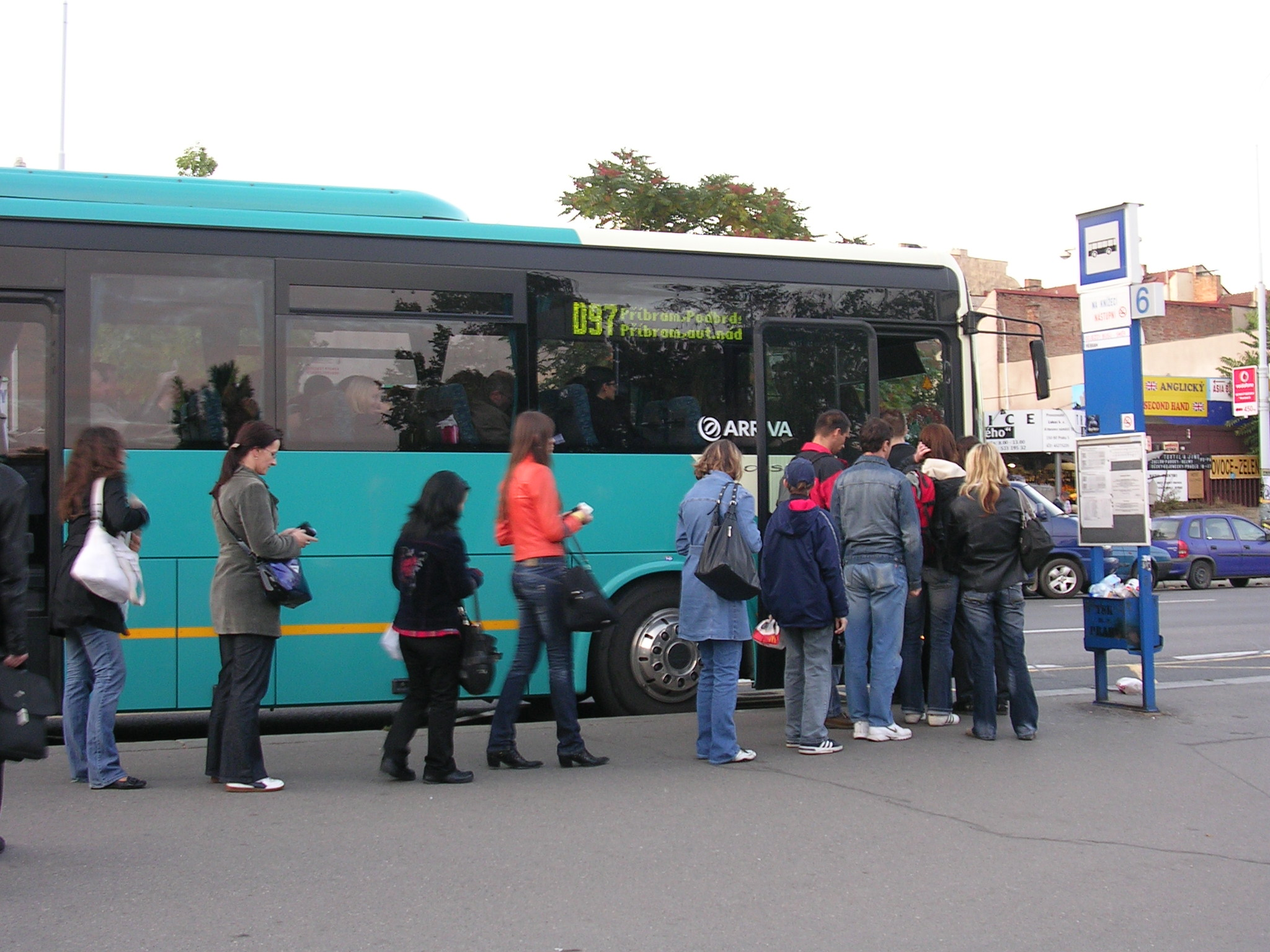
Посадка пасажирів на автобусній зупинці

У чеській столиці працюють різні автобусні перевізники, найважливішим з яких є «Транспортне підприємство столичного міста Праги», що має густу мережу маршрутів. В цілому в місті не менше 300 автобусних ліній).
Час роботи: від 04:30 до 00:30 (у звичайному режимі). Часовий інтервал між автобусами: в робочі дні в середньому 5 — 8 хвилин, близько полудня 10 — 20 хвилин, у суботу та неділю 15 — 40 хвилин.
Нічний режим роботи: від 00:30 до 05:00. Часовий інтервал між нічними автобусами 50–60 хвилин.
Нічні лінії: 901 — 914 (міські), 601—607 (приміські).
Квитки можна придбати заздалегідь у вестибулях метро (каса або автомати) або біля зупинок громадського транспорту в лавочках з назвою «Трафіка».
Розклад руху автобусів знаходиться на кожній зупинці.

### Фунікулер

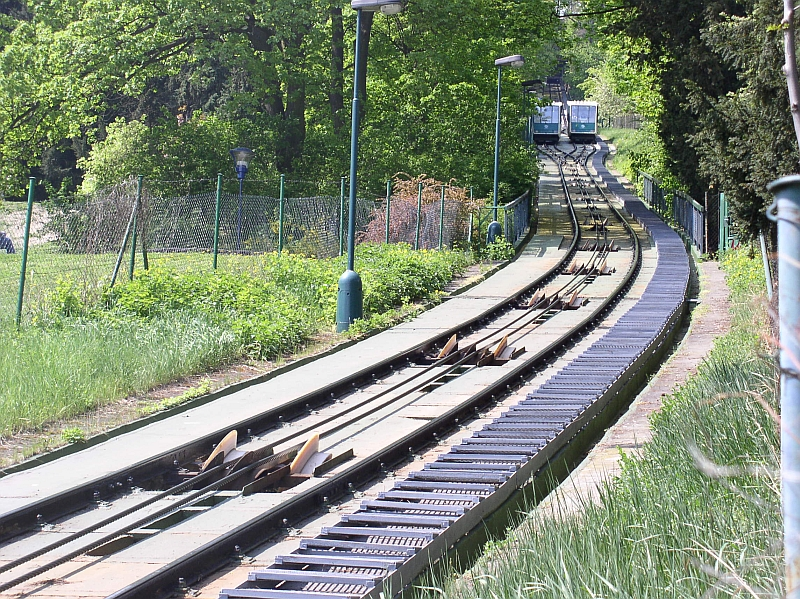
Відрізок лінії фунікулеру

Празький фунікулер — фунікулер в центрі Праги, прокладений схилом Петршинського пагорба. Шлях прокладено по дузі. Довжина маршруту становить 510 м, і він здатний переміщати до 1400 пасажирів на годину в одному напрямку. Має три станції:
- нижня станція, «Уєзд» розташована на однойменній вулиці, поруч із зупинкою трамваїв 9, 12, 22 і рестораном «У Швейка»;
- проміжна станція «Небозизек» розташована вище роз'їзду, тому в дорозі вагончики двічі, по черзі, зупиняються біля платформи;
- на вершині пагорба, неподалік від станції «Петршин» знаходяться Петршинска оглядова башта, рожевий сад, обсерваторія імені М. Р. Штефаника.

Канатна дорога працює щоденно з 9:00 до 23:30 (квітень—жовтень) і з 9:00 до 23:20 (жовтень—березень). Вагони вирушають з інтервалом 10—15 хвилин.

Не працює з вересня 2024 року, її реконструкцію планують розпочати навесні 2025 року та тривати рік.

### Переправи

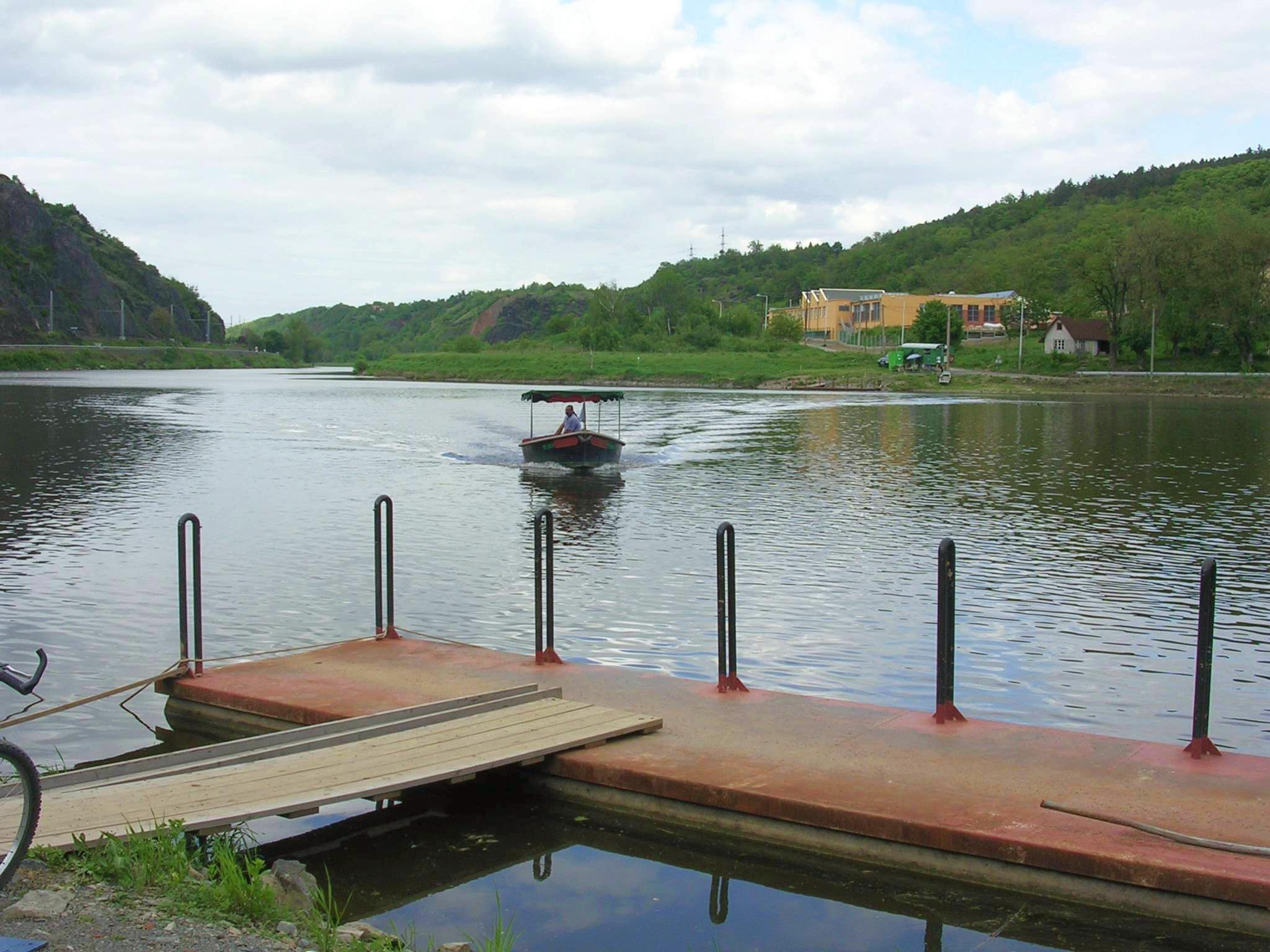
Переправа Р1

Через Влтаву у Празі перекинуто 18 мостів. Крім того працюють поромні переправи. Всього поромів було три, в 2008 році додано ще два, в майбутньому заплановано запустити ще два:
- перший пором (переправа Р1) доставляє людей з району Седлец в Празі 6 на самій півночі чеської столиці на протилежний берег — в Замки і назад (часи роботи: з 5:25 до 20:00 годин, інтервал 30 хвилин.);
- другий (переправа Р2) працює між районами Подгоржі і Подбаба (години роботи: з 5:40 до 20:00 годин, інтервал 30 хвилин.);
- третій (переправа Р3) сполучає Дворце—Жлуте лазнє—Ліговар (години роботи: тільки квітень—жовтень з 6:00 до 22:00, інтервал 30 хвилин.);
- четвертий (новий), пором курсує від моста Легії до Їраського мосту і пристає до берега біля пристані Голлар, набережній Бн. Сметани, на Стрілецькому, Слов'янському і Дитячому островах. Наступного року буде зупинка біля Національного театру. При цьому використовується рятувальний катер «Алка», побудований для чеського морського теплохода «Брно» в 1960-х роках;
- п'ятий (новий) пором особливо задовольняє велосипедистів, оскільки просторіший і пристає в місцях велосипедних маршрутів: Їраський міст — ботель «Адмірал» — Вітонь — острів Цизаржська лоука — Яхтклуб[2].

На всіх поромах діють міські проїзні квитки громадського транспорту.

## Таксі

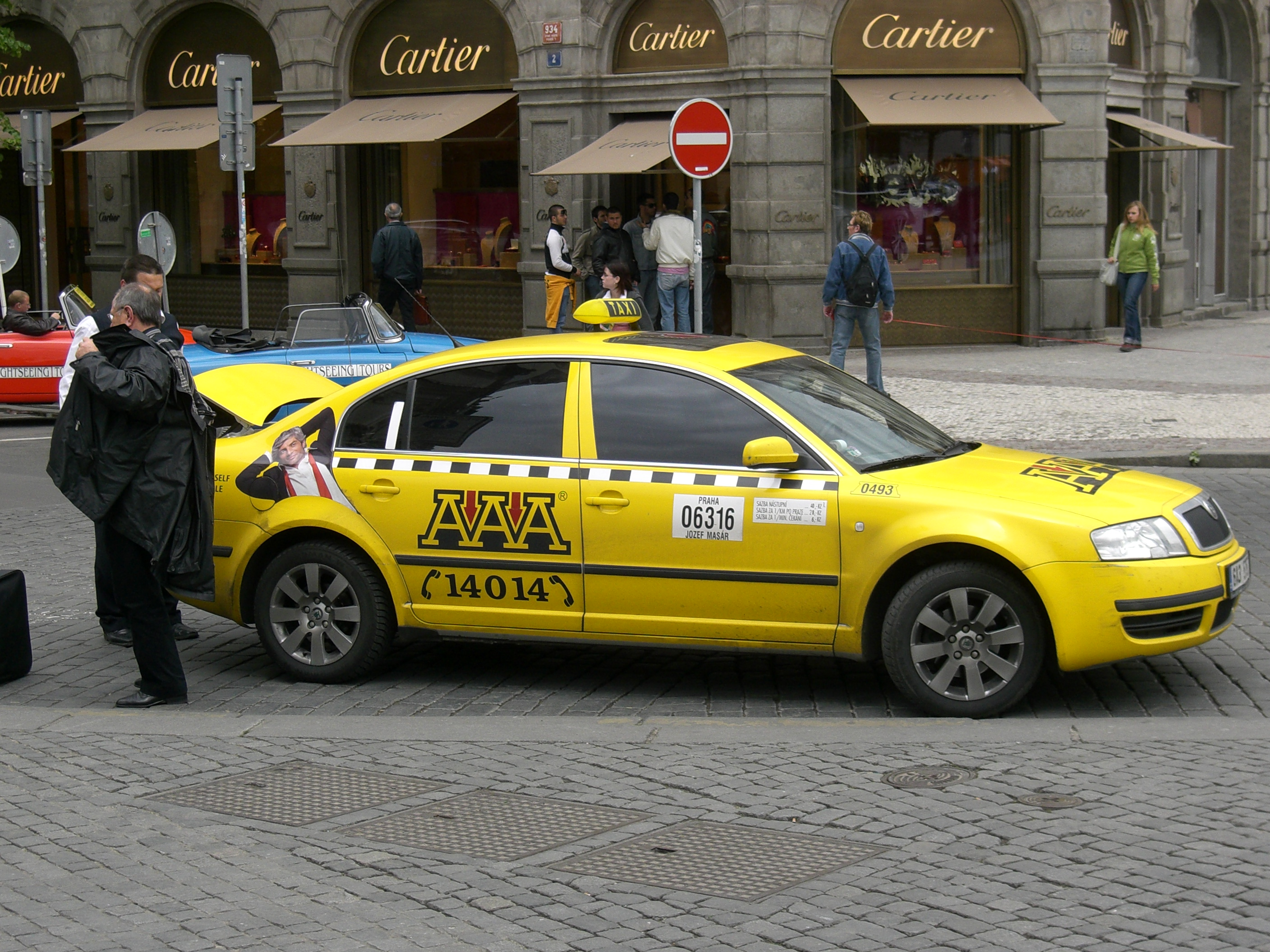
Автомобіль фірми ААА

Приватне візництво в місті відсутнє, проте всі таксопарки знаходяться у приватних руках. До автомобілів таксі існує ряд вимог:
- кожне таксі повинне бути забеспечене стаціонарним світильником з написом «ТАХІ»;
- на обох передніх дверцях повинен бути зазначений реєстраційний номер таксі, назва фірми, прейскурант з вказанням основного тарифу, додаткових тарифів і вартість однієї хвилини очікування;
- після закінчення поїздки водій зобов'язаний видати квитанцію, надруковану таксометром, про вартість проїзду.

### Основні перевізники
| - «Bolt» - «AAA» - «City Taxi» | - «DIMO TAXI» - «Halotaxi» | - «Profi Taxi» - «Radiotaxi» | - «Sedop» - «Taxi Praha» |

## Автомобільний транспорт

### Правила дорожнього руху

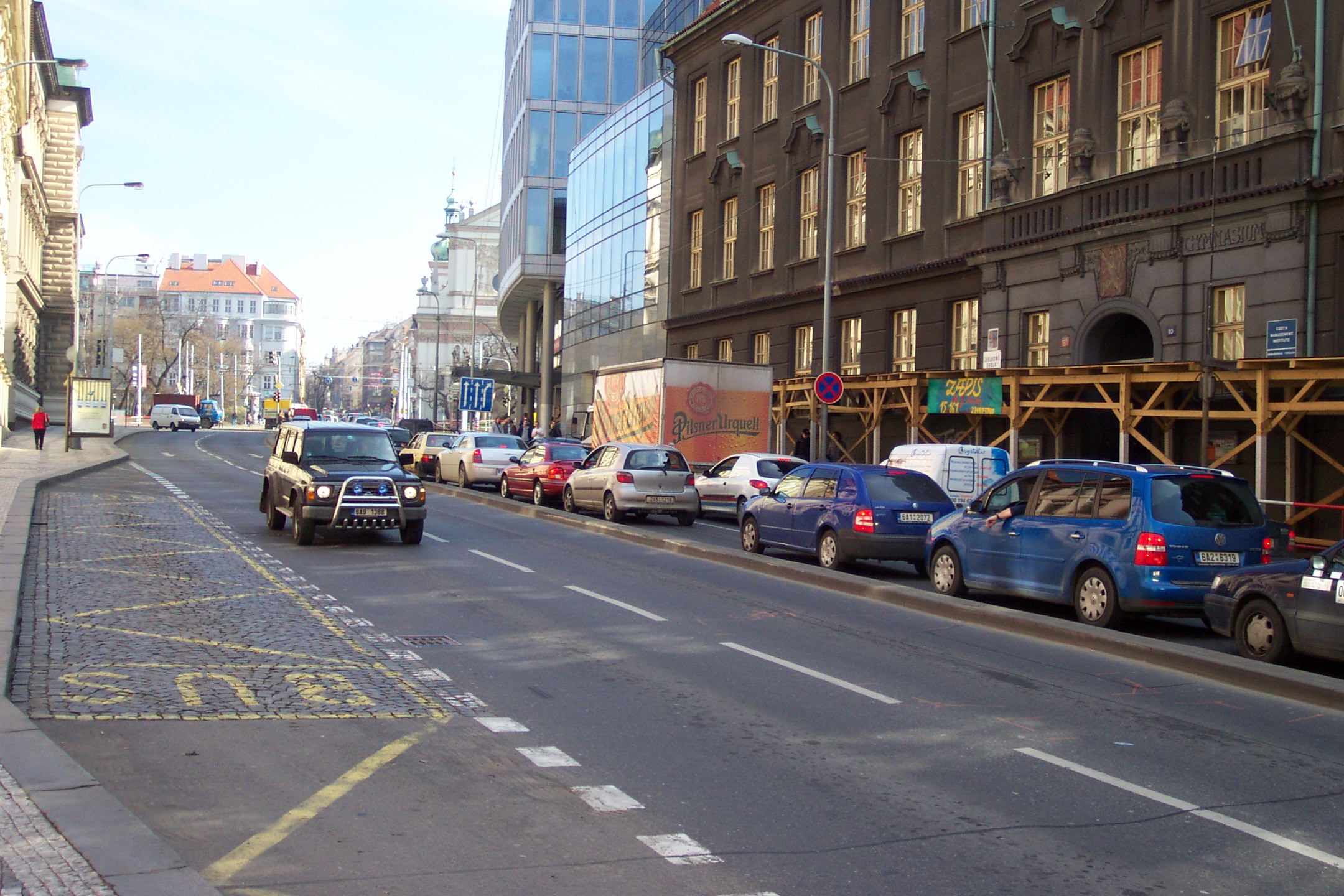
Автомобільний рух в Новому місті

Правила дорожнього руху в Чехії переважно такі самі як і в інших європейських країнах:
- рух автотранспорту є правостороннім;
- пристегнення за допомогою паска безпеки є обов'язковим;
- для дітей вагою до 36 кг чи заввишки до 150 см необхідне автосидіння;
- максимально дозволена швидкість руху для легкових автомобілів — 90 км/год, при проїзді через населені пункти — 50 км/год, на автомагістралі — 130 км/год;
- забороняється керувати автомобілем в нетверезому стані;
- фари автомобілів повинні бути вімкненні цілодобово;
- для руху автомагістралями необхідна автомагістральна марка-наклейка, яку можна придбати на заправочних станціях чи на пошті.

### Парковка

#### Парковки типу Р+R
Парковки типу «парк енд райд» (Park and ride), що дослівно — «поставив машину і їдь» далі міським транспортом. Це веде до позбавлення від проблем пошуку вільного місця для парковки автомобіля в місті. Парковка можлива з 4:00 і приблизно до 1:00 наступної доби (до кінця роботи метро).

#### Парковки в центрі
У центрі міста, а саме в Прага 1, 2 і частинах 3 і 7 розташовані парковки розділені на три зони: помаранчеву, зелену і синю:
- в помаранчевій зоні час парковки обмежений 2 годинами. Мінімальна плата береться за 15 хвилин. Парковки працюють з 8:00 до 18:00, на Вацлавській площі з 8:00 до 20:00 (понеділок — субота);
- в зеленій зоні час парковки обмежений 6 годинами. Час роботи з 8:00 до 18:00;
- синя зона призначеня суто для мешканців Праги, що проживають в Празі 1 та працівників фірм, що розташовані на території цього району. Для парковки в синій зоні потрібно мати відповідний дозвіл[3].

### Відстані автошляхами (в км)

#### Прага — міста Чехії
| Брно            | 202 | Чеські Будейовиці | 140 |
| Кутна Гора      | 68  | Ліберець          | 102 |
| Чеський Крумлов | 172 | Оломоуц           | 275 |
| Градець-Кралове | 112 | Острава           | 362 |
| Карлові Вари    | 133 | Пльзень           | 90  |

#### Прага — міста Європи

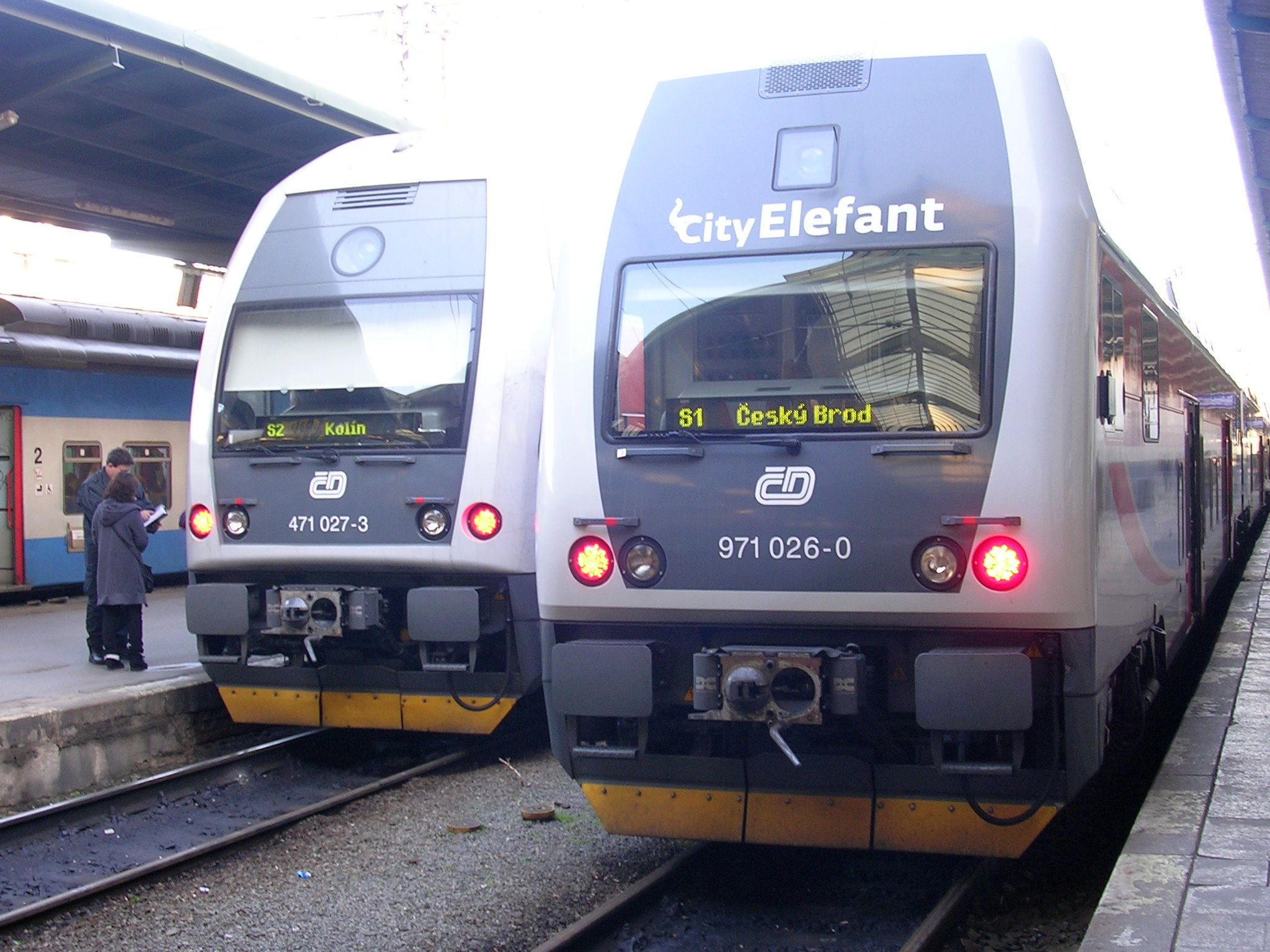
Потяги на вокзалі Масарика

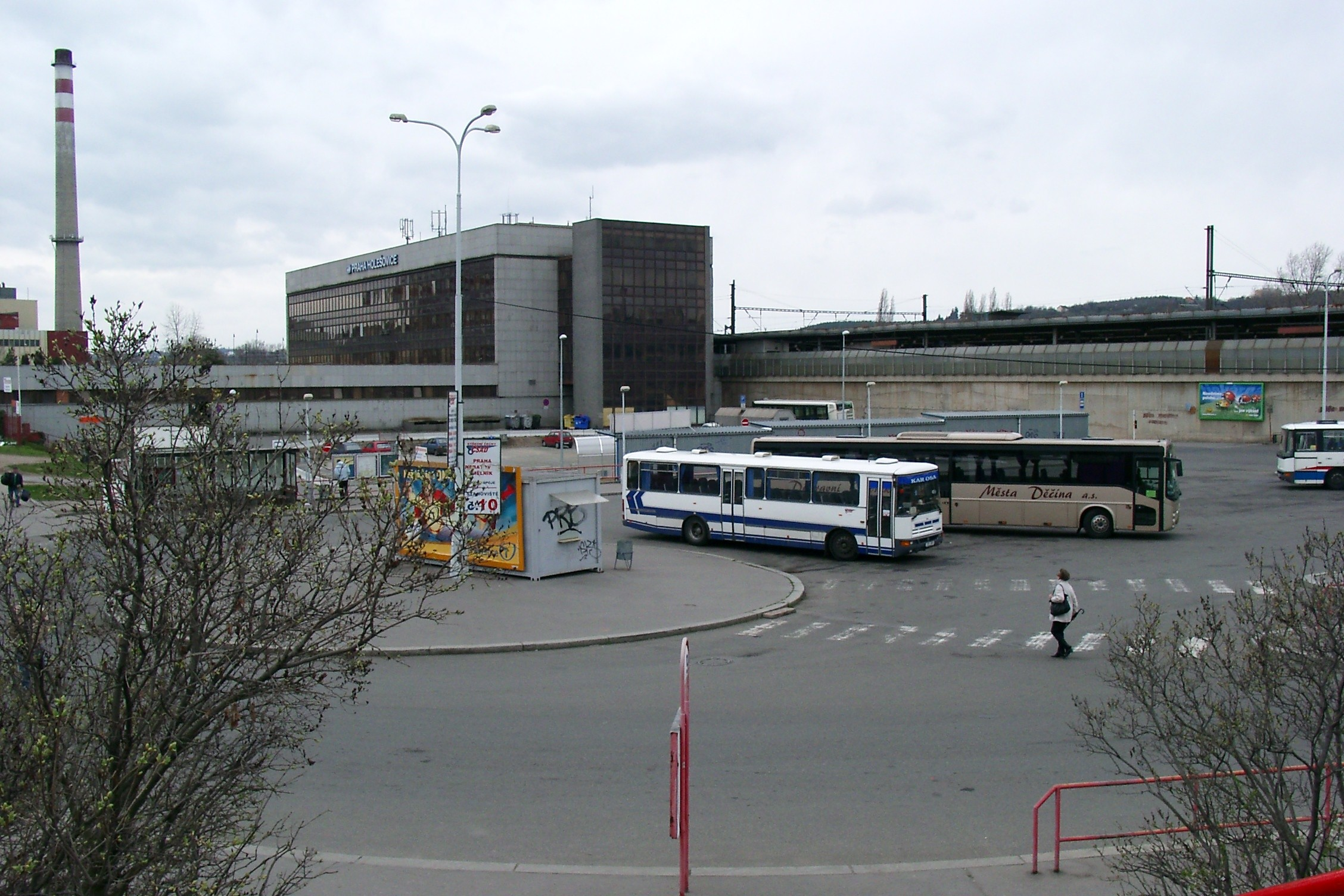
Автостанція Голєшовіце

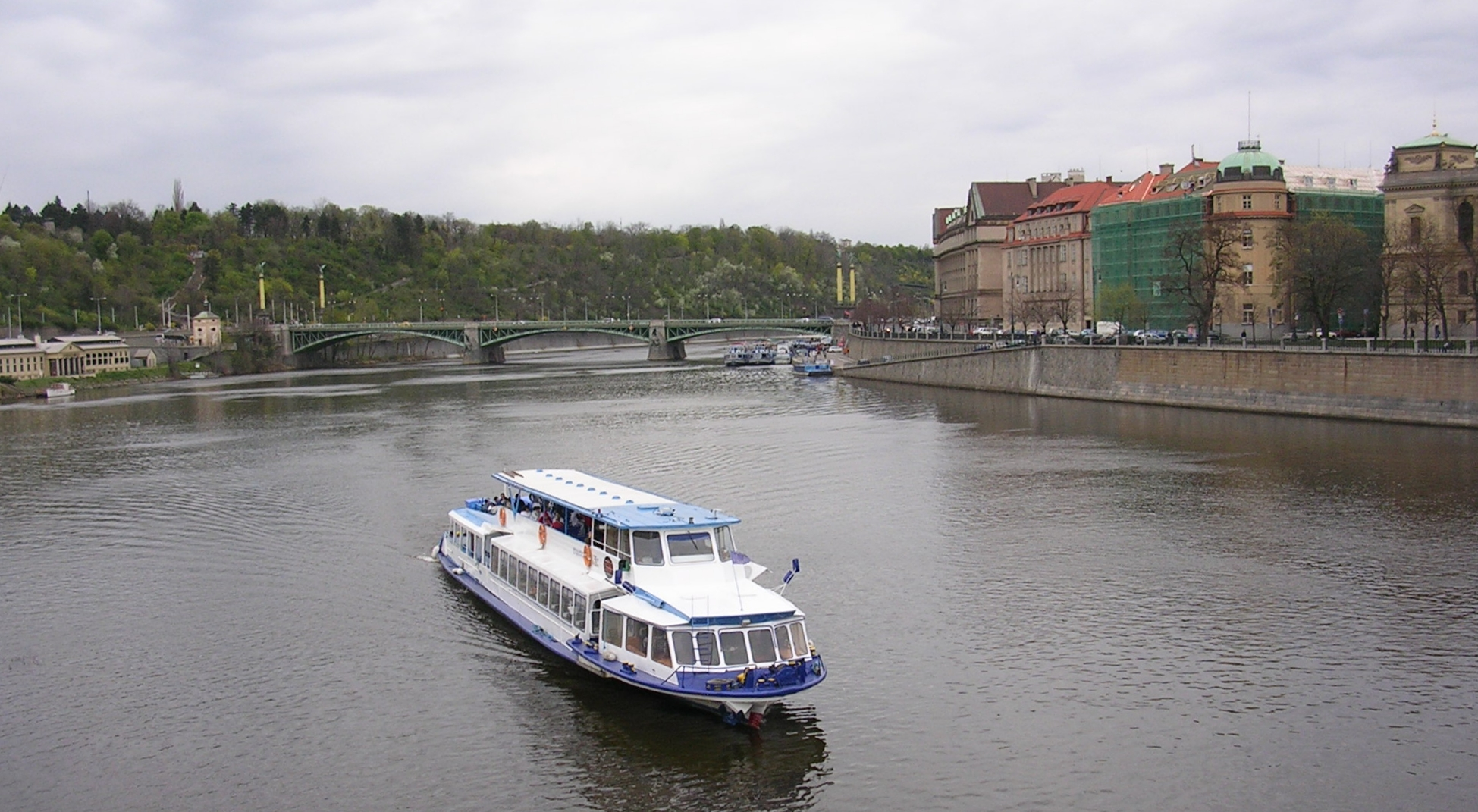
Річкова прогулянка Влтавою

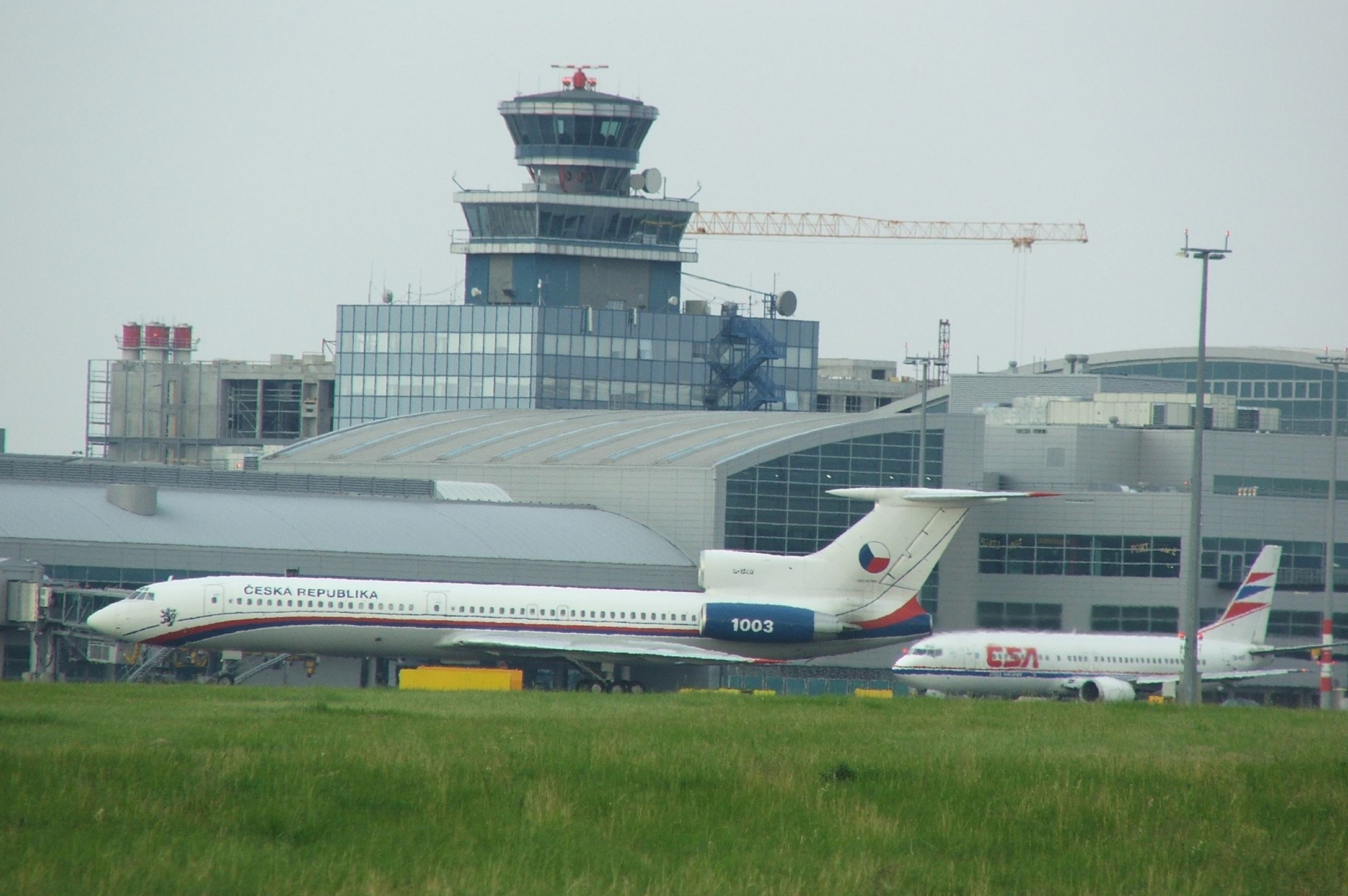
Аеропорт Рузине

| Амстердам  | 970  | Мадрид   | 2400 |
| Берлін     | 350  | Мюнхен   | 360  |
| Берн       | 960  | Москва   | 1900 |
| Брюссель   | 910  | Нюрнберг | 285  |
| Братислава | 320  | Париж    | 1050 |
| Будапешт   | 550  | Рим      | 1290 |
| Цюрих      | 670  | Варшава  | 630  |
| Копенгаген | 750  | Відень   | 300  |
| Лондон     | 1370 | Київ     | 1400 |

## Залізничні вокзали
Прага є найважливішим вузлом залізничних пасажирських перевезень у Чехії, як на далекі відстані так і на приміських маршрутах. Основні празькі вокзали:
- Головний — Прага 2, вул. Вілсонова (метро «С», ст. Головний вокзал);
- імені Масарика — Прага 1, вул. Гибернська, 76 (метро «В», ст. площа Республіки);
- Сміховський — Прага 5, вул. Надражні (метро «В», ст. Сміховський вокзал);
- Голєшовіце — Прага 7, вул. Партизанська (метро «С», ст. Вокзал Голєшовіце).

## Автовокзали
В місті працює кілька міжміських і міжнародник автовокзалів. Основні з них:
- Флоренц — Прага 8, вул. Кршижикова (метро «В» і «С», ст. Флоренс);
- На Кніжеці — Прага 5 вул. Надражні (метро «В» ст. Андель);
- Голєшовіце — Прага 7, вул. Партизанська (метро «С», ст. Вокзал Голєшовіце);
- Розтили — Прага 4, вул. Ришавего (метро «С», ст. Розтили);
- Чорний Міст — Прага 9, вул. Хлумецька (метро «В», ст. Чорний міст).

## Водний транспорт
Старшою судновласницькою компанією в Празі є Празька пароходна компанія, яка була заснована ще в 1865 році і має в своєму розпорядженні найбільшу флотилію пасажирських кораблів на Влтаві. Якщо стан води в річці і метеорологічні умови дозволяють судноплавство, то пасажирські кораблі курсують регулярно до відомих місць відпочинку в околицях Праги — до Штеховиць, Мельника, на Слапську дамбу, до Стромовки, де знаходиться зоопарк, організовуються екскурсії і кругові прогулянки на кораблях Влтавою. Також судна надаються в оренду з можливістю вибору маршруту.

## Аеропорт
Празький аеропорт імені Вацлава Гавела знаходиться на північно-західній околиці міста, в місцевості з назвою Рузине на відстані близько 20 км від центру. Крім таксі і автобусів міського транспорту для поїздок в аеропорт служать також маршрутні таксі і мікроавтобуси.
Аеропорт призначений для міжнародного та внутрішньодержавного, регулярного і нерегулярного повітряного руху. Це найбільший аеропорт в Чехії, а також у Центральній та Східній Європі. У 2006-му році аеропорт обслужив рекордні 11,5 мільйонів пасажирів. Понад 50 авіакомпаній забезпечує регулярне й нерегулярне пряме сполучення між Прагою і 120 містами світу.

## Ресурси Інтернету
- Міський транспорт Праги на www.czechrepublic.ru (рос.)
- Міський транспорт Праги на www.praga-tours.ru (рос.)
- Міський транспорт Праги на www.praha-travel.ru (рос.)